# Hédi Nouira
Hédi Nouira (n. 5 aprilie 1911, Monastir, Guvernoratul Monastir, Tunisia – d. 25 ianuarie 1993, La Marsa, Guvernoratul Tunis, Tunisia) a fost un politician tunisian, prim-ministru al Tunisiei între 1970 și 1980.